# 三門博
三門 博（みかど ひろし、1907年（明治40年）5月5日 - 1998年（平成10年）10月12日）は昭和の浪曲師。戦中に出した「唄入り観音経」が空前の大ヒットをし、戦後も長らくヒットを続ける。本名は鈴木重太郎。

## 来歴
長野県松本市生まれ。幼い頃に母と死別、日雇い人夫であった同県小県郡丸子町出身の父親は重太郎を捨てて蒸発したために各地を転々とする。10歳で伊那の製糸工場に勤め、工場主に見込まれて養子に入る。それまで学校に行っていなかった重太郎は11歳で小学校に入学、補習科に2年通って卒業した。土地に来ていた浪曲の興行を見て、旅にあこがれる。1926年（昭和元年）に養育先を飛び出し、松本在住の地元では人気の浪曲師「吉田筑南」の元で天狗連として修業を積む。
翌年上京して初めは、東若武蔵（東武蔵の弟子で、二葉百合子の父）の一座に入ったが、1927年から名古屋へ行き、初代浪花亭綾勝に世話になり二代目「浪花亭綾勝」の名で約10年間をこの地で過ごした。この名古屋時代が三門の芸を形造ったといわれる。後に再び上京し、有力な曲師である「おりゅうさん」こと、鈴木柳と出会う。この頃「御門博」と改名。戦時中は軍部に天皇のことを指す「御門」という芸名が相応しくないと改名を促され「三門博」と改名。
有名な「唄入り観音経」（当初「ざんげ観音経」、1929年（昭和4年）発売）は、新内や小唄の節調も取り込んだ軽快、かつ変調に富んだもので、これが忠君愛国の「軍事浪曲」全盛時代にかえって喜ばれ、たちまち当時だけで100万枚を突破し、累計では200万枚という空前の大ヒットとなった。その独自の三門節は戦後を通じて一世を風靡することとなった。ほかに「宝の入船」「男の花道」などを得意とし、戦後は1967年（昭和42年）から1968年（昭和43年）まで日本浪曲協会会長もつとめた。鈴木啓之のペンネームで浪曲の自作も多数あり、多く継承されている。第17回芸術祭奨励賞受賞。弟子に三門柳が現役で残る。
ちなみに唄入り観音経は、「畑喜代司」の名がクレジットされているが、これは名義貸しで、実際には三門自身の自作自演であった。

## 映画
- 「紺屋高尾」1952.12.4公開花柳小菊花菱アチャコ、三門博、監督:佐々木康、東映[5]

## レコード
54.58.63.